# Volleyball-Europapokal der Pokalsieger 1982/83 (Frauen)
Der Europapokal der Pokalsieger der Frauen 1982/83 war die 11. Auflage des Wettbewerbes, an der 17 Volleyball-Vereinsmannschaften aus 17 Ländern teilnahmen. Mit Medin Odessa gewann zum vierten Mal eine Mannschaft aus der Sowjetunion den Europapokal der Pokalsieger.

## Teilnehmer
| Belgien - Hermes Oostende BR Deutschland - USC Münster Deutsche Demokratische Republik - SC Dynamo Berlin Frankreich - Paris Université Club Griechenland - Filathlitikos Thessaloniki Israel - Hapoel Bat Yam | Italien - Nelsen Reggio Emilia Jugoslawien - Mladost Zagreb Niederlande - Starlift Voorburg Österreich - Post SV Wien Portugal - Atlético Lissabon Schweden - IFK Nyköping | Sowjetunion - Medin Odessa Spanien - Academia Preuniversitaria Tschechoslowakei - Roter Stern Prag Türkei - Arçelik SK Istanbul Ungarn - Vasas Budapest |

## Modus
Von der Ausscheidungsrunde bis zum Viertelfinale spielten die Mannschaften im K.-o.-System. In jeder Runde gab es Hin- und Rückspiele. Nach dem Viertelfinale ermittelten dann die letzten vier Mannschaften in einem Finalrunden-Turnier den Europapokalsieger.

## Ausscheidungsrunde
|              | Gesamt |                     | Hinspiel | Rückspiel |
| ------------ | ------ | ------------------- | -------- | --------- |
| Post SV Wien | 5:4    | Arçelik SK Istanbul | 2:3      | 3:1       |

## Achtelfinale
Hinspiele: Sa/So 4./5. Dezember 0000Rückspiele: Sa/So 11./12. Dezember
|                            | Gesamt |                           | Hinspiel | Rückspiel |
| -------------------------- | ------ | ------------------------- | -------- | --------- |
| SC Dynamo Berlin           | 6:1    | Mladost Zagreb            | 3:0      | 3:1       |
| Hermes Oostende            | 6:2    | Post SV Wien              | 3:1      | 3:1       |
| Hapoel Bat Yam             | 0:6    | Starlift Voorburg         | 0:3      | 0:3       |
| Atlético Lissabon          | 6:0    | IFK Nyköping              | 3:0      | 3:0       |
| Vasas Budapest             | 6:3    | USC Münster               | 3:1      | 3:2       |
| Paris Université Club      | 0:6    | Roter Stern Prag          | 0:3      | 0:3       |
| Filathlitikos Thessaloniki | 0:6    | Nelsen Reggio Emilia      | 0:3      | 0:3       |
| Medin Odessa               | 6:0    | Academia Preuniversitaria | 3:0      | 3:0       |

## Viertelfinale
Hinspiele: Mi 12. Januar 0000Rückspiele: Mi 19. Januar
|                   | Gesamt |                      | Hinspiel | Rückspiel |
| ----------------- | ------ | -------------------- | -------- | --------- |
| Roter Stern Prag  | 4:4    | Nelsen Reggio Emilia | 3:1      | 1:3       |
| Medin Odessa      | 5:3    | SC Dynamo Berlin     | 3:0      | 2:3       |
| Hermes Oostende   | 3:5    | Starlift Voorburg    | 3:2      | 0:3       |
| Atlético Lissabon | 0:6    | Vasas Budapest       | 0:3      | 0:3       |

## Finalrunde
Die Finalrunde fand vom 4. bis 6. März in der italienischen Stadt Reggio nell’Emilia statt.

### Spiele
| Datum       |                      | Ergebnis |                      |
| ----------- | -------------------- | -------- | -------------------- |
| Fr .4. März | Nelsen Reggio Emilia | 3:0      | Starlift Voorburg    |
| Fr .4. März | Medin Odessa         | 3:0      | Roter Stern Prag     |
| Sa 5. März  | Medin Odessa         | 3:0      | Starlift Voorburg    |
| Sa 5. März  | Roter Stern Prag     | 3:1      | Nelsen Reggio Emilia |
| So 6. März  | Roter Stern Prag     | 3:0      | Starlift Voorburg    |
| So 6. März  | Medin Odessa         | 3:1      | Nelsen Reggio Emilia |

### Abschlusstabelle
| Pl. | Verein               | S | N | Sätze | Punkte |
| --- | -------------------- | - | - | ----- | ------ |
| 1   | Medin Odessa         | 3 | – | 9:1   | 6      |
| 2   | Roter Stern Prag     | 2 | 1 | 6:4   | 5      |
| 3   | Nelsen Reggio Emilia | 1 | 2 | 5:6   | 4      |
| 4   | Starlift Voorburg    | – | 3 | 0:9   | 3      |

 Europapokalsieger